# 奧尼昂塔 (紐約州鎮)
奧尼昂塔（英語：Oneonta）是一個位於美國紐約州奧齊戈縣的鎮。

## 人口
根據2020年美國人口普查的數據，奧尼昂塔的面積為85.89平方千米，當中陸地面積為85.24平方千米，而水域面積為0.65平方千米。當地共有人口5065人，而人口密度為每平方千米59人。